# Johannes Köhler (Maler)
Johannes Köhler, später auch Joannès Koehler (* 22. Februar 1896 in Küstrin; † 24. Februar 1976 in Bernartice, Tschechoslowakei) war ein deutscher Maler.

## Leben
Johannes Köhler war der Sohn des Lehrers Ernst Köhler und seiner Frau Emma geborene Hoffmann. Nachdem er 1910 die Schule abbrach, wurde er privat unterrichtet und besuchte ab 1918 zunächst die Großherzoglich-Sächsische Hochschule für bildende Kunst in Weimar, dann das Staatliche Bauhaus. Er studierte zunächst bei Theodor Hagen, später bei Lyonel Feininger, blieb aber zeit seines Lebens der Landschaftsmalerei und dem französischen Realismus (Schule von Barbizon) verbunden. Am 27. April 1920 heiratete er Marcella Müller, die ebenfalls am Bauhaus bei Feininger studierte. 1925 wurde ihre Tochter Rachel geboren.
Köhler bereiste mit seiner Familie in den späten 1920er- und frühen 1930er-Jahren malend Europa und Nordafrika. Nach 1933 verließen sie Deutschland endgültig und siedelten zunächst in den französischsprachigen Teil der Schweiz, später nach Frankreich über. Im Rathaus von Bern soll noch heute ein Gemälde von Köhler hängen.
Nach der deutschen Besetzung Frankreichs 1940 gingen sie nach Lyon in die „unbesetzte Zone“. Dort wurden sie später festgenommen, zunächst im Internierungslager Les Milles in Aix-en-Provence festgehalten und schließlich nach Litauen verschleppt. Durch Bestechung mittels Köhlers Gemälden gelang ihnen von dort die Flucht. Bis Kriegsende hielten sie sich bei einem Landwirt verborgen. 1945 schlossen sie sich einem Flüchtlingstransport an und gelangten 1946 über Polen und den Grenzort Královec in die Tschechoslowakei, die die Familie lediglich als Durchgangsstation ansah. Dort lebten sie in der Kleinstadt Žacléř, im benachbarten Prkenný Důl und schließlich in Vrchová bei Bernartice. Die Auswanderungsanträge der Familie nach Israel und in die Schweiz wurden abgelehnt.
Die untereinander Französisch sprechende Familie lebte bis zu ihrem Ende ohne offizielles Einkommen und soziale Absicherung als „Selbstversorger“ in ärmlichen Verhältnissen, da die staatlichen Stellen Köhlers akademische Ausbildung nicht anerkannten und ihm deshalb der Verkauf seiner Bilder verboten war. Dennoch bot die Familie seine Werke in Gaststätten und Imbissbuden an. Köhler verkaufte auch Bilder, die er nun dem Publikumsgeschmack anpassen musste, an Privatsammler und beglich mit ihnen unbezahlte Rechnungen. Auf diesem Wege scheinen einige der Bilder in öffentlichen Besitz gekommen zu sein. Das Gemeindeamt Bernartice besitzt ein Gemälde als Bezahlung einer offenen Stromrechnung. Auch in örtlichen Museen sind Bilder nachweisbar.
Johannes Köhler starb 1976, seine Frau Marcella 1986. Die zeit ihres Lebens bei ihren Eltern wohnende Tochter, die ebenfalls malte, verstarb 1988 unter ungeklärten Umständen. Die Familie wurde in einem anonymen Grab bestattet. Im Mai 2006 wurde auf dem Friedhof von Bernartice eine Johannes-Koehler-Gedenktafel enthüllt.